# ره‌ش
رَهِش (به نگارش نویسنده ره‌ش) رمانی به زبان فارسی نوشتهٔ رضا امیرخانی است. این رمان را نشر افق در سال ۱۳۹۶ چاپ کرد. رهش در سال ۱۳۹۷ جایزهٔ اثر برگزیده بخش رمان و داستان بلند یازدهمین دورهٔ جایزه ادبی جلال آل احمد و نیز بخش ادبیات سی‌وششمین کتاب سال جمهوری اسلامی را از آن خود کرد.

## درون‌مایه و طرح
داستان از دید زن میانسالی به نام لیا روایت می‌شود. لیا و همسرش معمار هستند و با هم بر سر مدیریت و توسعهٔ نامتوازن شهری کشمکش دارند. به گفتهٔ امیرخانی:
این اثر یک رمان معمارانه است و در آن بیشتر دارم سراغ واکاوی این مسئله می‌روم که چه اتفاقی برای شهر در حال رخ دادن است. به نظرم در دنیا شهرهای بزرگ الگوهای توسعه متفاوتی دارند. از توسعه شهرهای بزرگ معمولاً به عنوان عبرت بزرگ یا عبرت منفی یاد می‌کنند. مثلاً در آمریکا شهری مانند لس‌آنجلس توسعه بزرگی داشته اما همه آن را شهر از دست رفته معرفی می‌کنند. همه شهردارهای آمریکا هم می‌دانند که نباید شهرشان مانند لس‌آنجلس شود. در ایران مسئله برعکس است. شهری مثل تهران تا این اندازه که می‌بینیم بزرگ می‌شود، آلودگی هوا پیدا می‌کند و از طرف دیگر همه شهرهای دیگر کشور هم سعی دارند مثل تهران شوند. امیرخانی افزود: من برای تهران راه‌حلی ندارم اما می‌توانم فکر کنم که مشهد، شیراز و اصفهان نباید مثل تهران می‌شدند که شدند و می‌دانم شهری مثل کاشان نباید قطعاً مثل تهران شود و در حال تبدیل شدن است.— 
عنوان کتاب (ره‌ش) هم به معنای رهیدن و هم عکس واژهٔ شهر است.

## پذیرش و بازتاب
از «جشن امضای» اثر در ۱۹ بهمن ۱۳۹۶ استقبال غافلگیر کننده‌ای صورت گرفت، به‌گونه‌ای که صفی از مخاطبان کتاب در پیاده‌روی خیابان انقلاب ایجاد شد.
سید عباس صالحی، وزیر فرهنگ و ارشاد اسلامی ایران، در حساب توییتر خود استقبال از این کتاب را «اتفاق خوب» خواند.

## برگزیده کتاب سال ۱۳۹۷
این کتاب در سال ۱۳۹۷ برگزیده سی‌وششمین جایزه کتاب سال جمهوری اسلامی در بخش ادبیات شد.